# اوبون، سوئیس
شهر اوبون  در بخش اوبون در ایالت وو در کشور سوئیس واقع شده‌است که ۲٬۶۰۰ نفر جمعیت دارد.